# Леандро Онорато Берти
Глаубер Леандро Онорато Берти (порт.-браз. Gláuber Leandro Honorato Berti; 5 августа 1983, Сан-Жозе-ду-Риу-Прету), более известный под именем Глаубер (порт.-браз. Gláuber) — бразильский футболист, защитник.
Выступал за клубы «Атлетико Минейро» (2000—2003), «Палмейрас» (2003–2005), «Нюрнберг» (2005–2008), «Манчестер Сити» (2008—2009). 27 апреля 2005 года сыграл матч за сборную Бразилии против Гватемалы.